# Acraea balbina
Acraea balbina är en fjärilsart som beskrevs av Charles Oberthür 1888. Acraea balbina ingår i släktet Acraea och familjen praktfjärilar. Inga underarter finns listade i Catalogue of Life.